# Hende der blev
Hende der blev er en dansk kortfilm fra 2010 med ukendt instruktør.

## Handling
Denne artikel mangler et handlingsreferat. Hjælp os med at skrive det.